# Chiesa di Santa Lucia (Guasila)
La chiesa di Santa Lucia è un edificio religioso situato a Guasila, centro abitato della Sardegna meridionale. Consacrata al culto cattolico, fa parte della parrocchia della Beata Vergine Assunta, arcidiocesi di Cagliari.

La chiesa, di modeste dimensioni, venne eretta nel XVI secolo e poi restaurata nel 1841, quando fungeva da parrocchiale, durante i lavori di costruzione della nuova chiesa.